# Valley City, North Dakota
Valley City är en stad i Barnes County i delstaten North Dakota, USA. År 2000 hade staden 6 826 invånare. Valley City är administrativ huvudort (county seat) i Barnes County. 